# میناموتو نو توموچیکا
میناموتو نو توموچیکا (به ژاپنی: 源具親 Minamoto no Tomochika)؛ شاعر واکا (شعر) در دوره کاماکورا است. زن اصلی او هیمه نو مائه بود که پس از طلاق از هوجو یوشیتوکی به ازدواج او درآمد. پسر او و هیمه نو مائه میناموتو نو سوکه‌میچی (تولد ۱۲۰۴)   نام داشت.